# هوندا گلدوینگ
هوندا گلدوینگ (به انگلیسی: Honda Gold Wing) مجموعه‌ای از موتورسیکلت‌های مسافرتی (توریستی) تولید شده توسط کمپانی موتورسازی هوندا است. گلدوینگ‌ها دارای گاردن (بدون زنجیر) و انجین تخت می‌باشد. در سپتامبر ۱۹۷۴ توسط مطبوعات به عنوان "بزرگ‌ترین موتور توریستی در جهان به بازار ظرفیت بیش از ۷۵۰ سی‌سی، در نمایشگاه موتور سیکلت کلن، آلمان در اکتبر ۱۹۷۴ معرفی شد.
مجموع فروش بیش از ۶۴۰٫۰۰۰ دستگاه می‌باشد، بیشتر آنها در بازار ایالات متحده بود. گلدوینگ از سال ۱۹۸۰ تا ۲۰۱۰ در ماریسویل، اوهایو مونتاژ شد.